# ماريو واتس
ماريو واتس (بالإنجليزية: Mario Watts)‏ هو منافس ألعاب قوى جامايكي، ولد في 21 مايو 1975.

## وصلات خارجية
- ماريو واتس على موقع الاتحاد الدولي لألعاب القوى (الإنجليزية)